# 640

## Nașteri
- dată necunoscută: Asparuh al Bulgariei han al bulgarilor (d. 701)
- dată necunoscută: Isaac Sirul episcop sirian (d. 700)
- dată necunoscută: Sfântul Egidiu  (d. 710)
- dată necunoscută: Al-Akhtal poet irakian (d. 710)
- dată necunoscută: Sfântul Kilian preot german (d. 689)

## Decese
- 2 august: Papa Severinus  (n. ?)
- dată necunoscută: Moaz bin Jabal  (n. ?)
- dată necunoscută: Garibald al II-lea de Bavaria  (n. 585)